# Francisco Bilbao (métro de Santiago)
Francisco Bilbao est une station de la ligne 4 du métro de Santiago. Elle est située sur la limite entre les communes Las Condes, Providencia et La Reina, de la conurbation de Santiago, capitale du Chili.

## Situation sur le réseau

Plan du métro.

Établie en souterrain, Francisco Bilbao est une station de passage de la ligne 1 du métro de Santiago. Elle est située entre la station Cristóbal Colón, en direction du terminus nord Tobalaba, et la station Príncipe de Gales, en direction du terminus sud Los Plaza de Puente Alto.
Elle dispose des deux voies de la ligne encadrées par deux quais latéraux.

## Histoire
La station Francisco Bilbao est mise en service le 30 novembre 2005, lors de l'ouverture à l'exploitation de la section de 7,7 km, de Tobalaba à Grecia. Elle est nommée en référence à l'Avenue éponyme, dont l'intersection avec la route Avenue Tobalaba est situé juste au-dessus de la station. La voie routière doit son nom à Francisco Bilbao, l'un des plus farouches adversaires de l'interventionnisme électoral des premiers gouvernements républicains du Chili. Il a été l'un des fondateurs de la Société de l'égalité, fortement influencé par le paradigme français de 1848. Bilbao et Arcos a organisé la révolution 1851 contre le président élu Manuel Montt.

## Services aux voyageurs

### Desserte
Francisco Bilbao est desservie par les rames qui circulent sur la ligne 1 du métro.

Installations et desserte
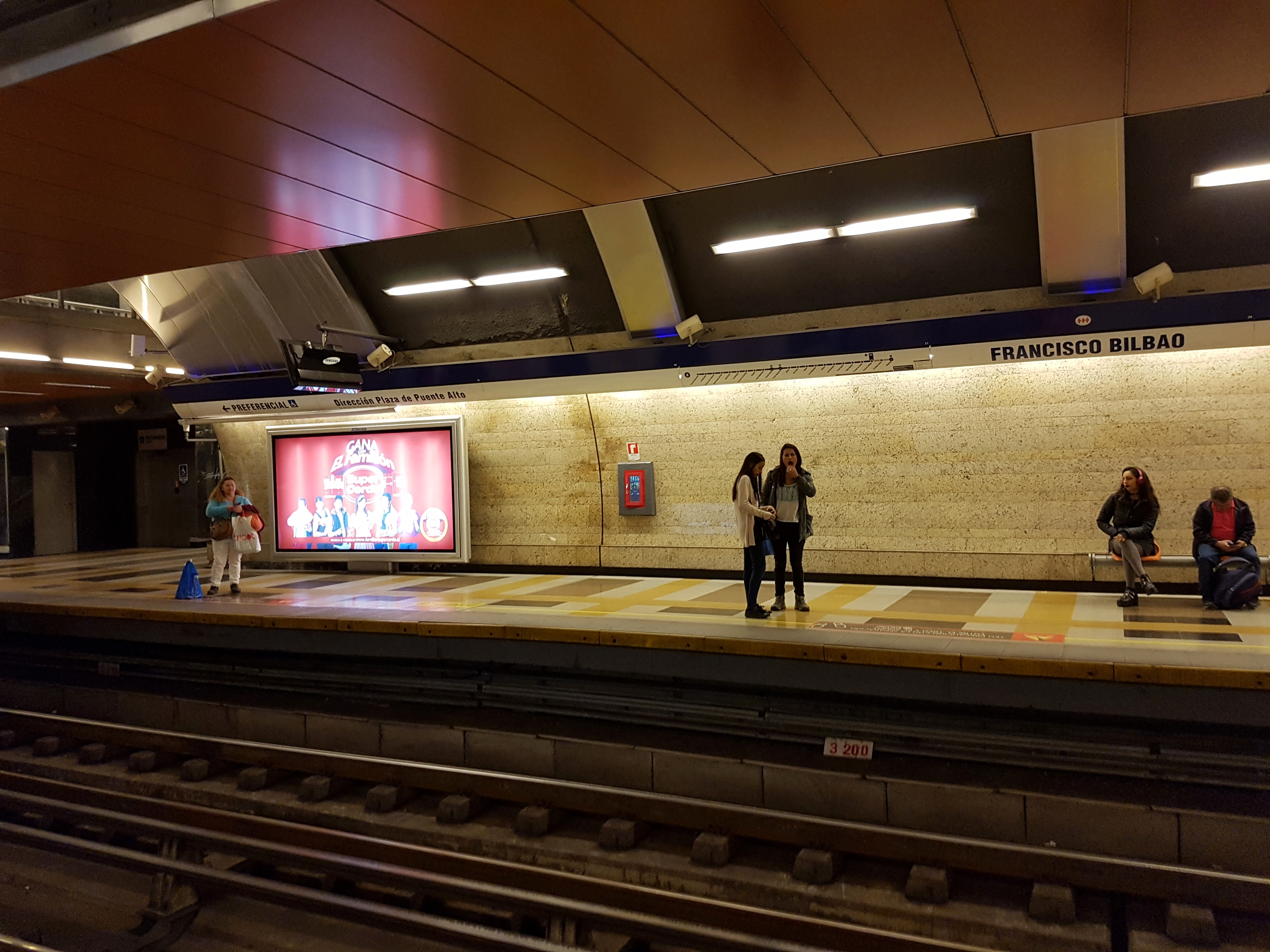
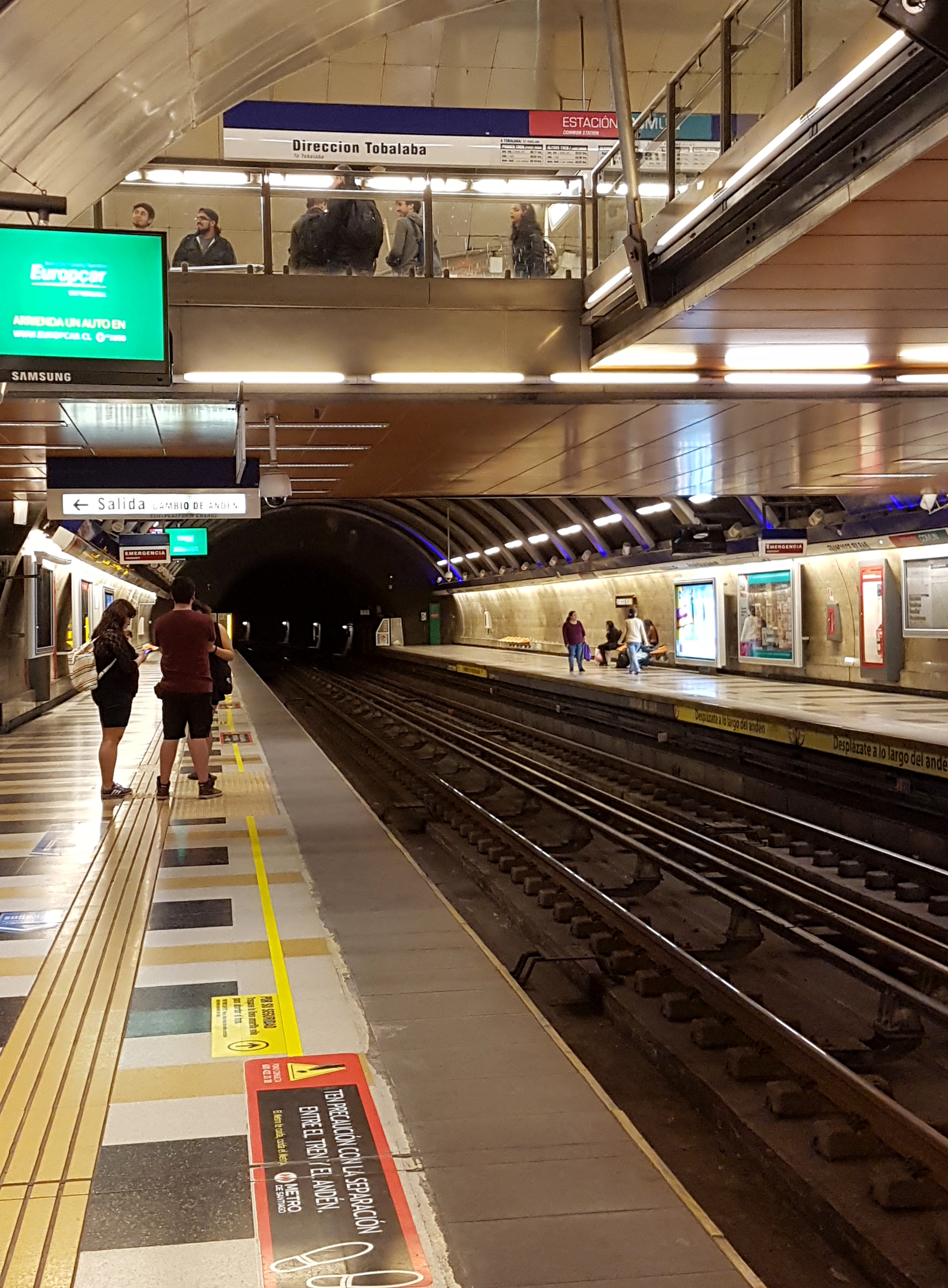
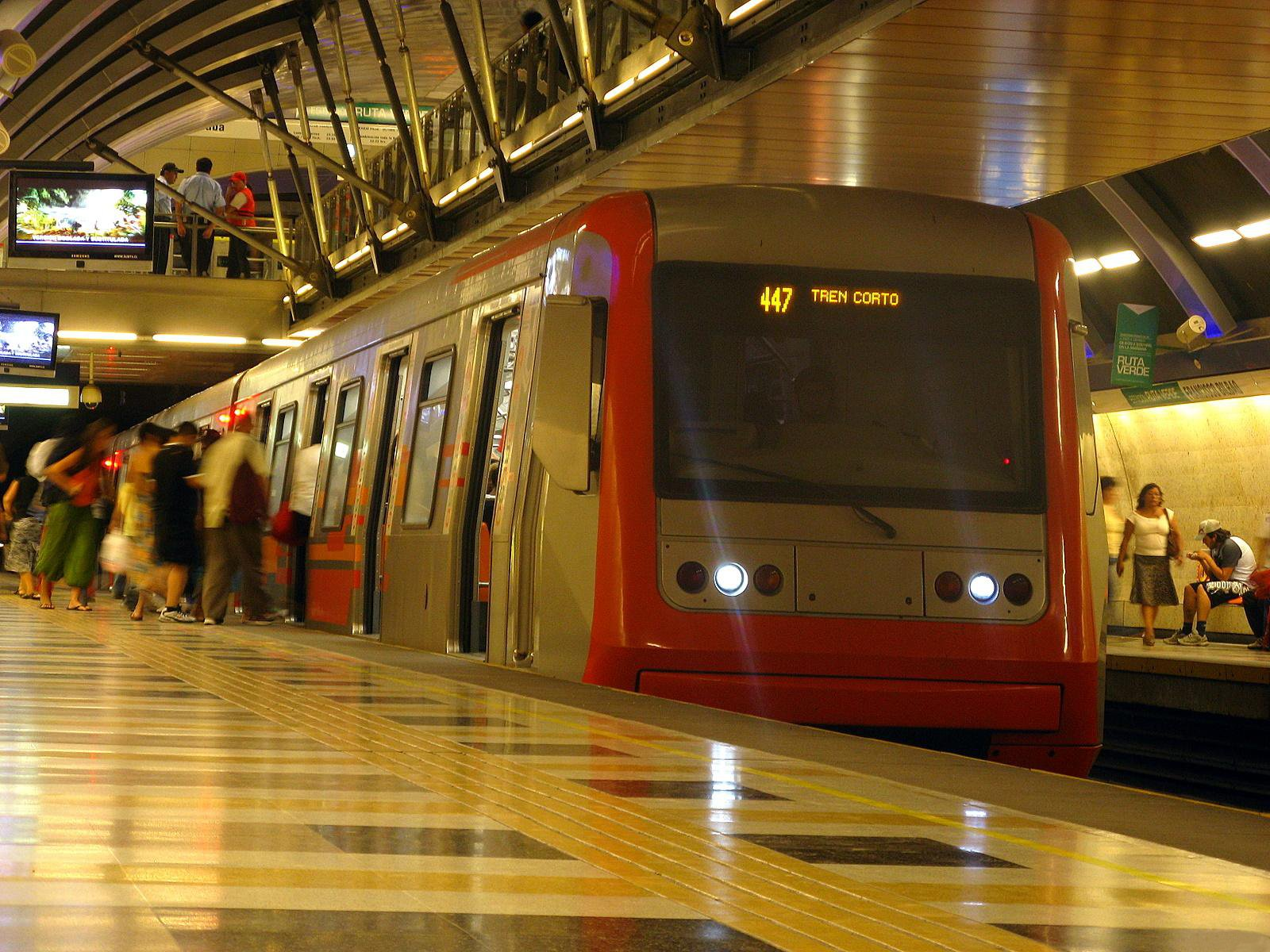